# Конарські Графи (герб)
Конарські Графи (пол. Konarski Hrabia) – польський герб шляхетський, графський різновид герба Гриф.

## Опис герба
Описи з використанням класичних правил блазонування:
У червоному полі срібний гриф у золотому озброєнні та червоним язиком. Над щитом графська корона, а над нею шолом в короні, з якого клейнод: пів-грифа, як в гербі, справа тримаючого ріг червоний отвором вправо й кінцем до низу. Намет червоний, підбитий сріблом.

## Найбільш ранні згадки
Наданий 20 травня 1783 року Людвикові й Адамові Конарським з галицьким графським титулом і формою звертання hoch - und wohlgeboren (високонароджений і шляхетний). Підставою надання був шляхетський патент від 1775 року, декларація про місце проживання, відданість імператорському дому та сенаторська посада батька.

## Роди
Графи фон Конарські (graf von Konarski).